# Вулиця Грабовського (Тернопіль)
Вулиця Грабовського — вулиця в житловому масиві «Дружба» міста Тернополя. Названа на честь українського поета, публіциста та перекладача Павла Грабовського.

## Відомості
Розпочинається від вулиці Сергія Короля, перетинається з вулицями Південною та Волинською, далі простує на північ до одного з відгалужень вулиці Загребельної, де і закінчується. Довжина вулиці — 450 м. На вулиці розташовані виключно приватні будинки.